# Francisco Javier Rodríguez Gil
Francisco Javier Rodríguez Gil (Bermés, aldea de la ciudad de Lalín, en Pontevedra, 17 de abril de 1797 - Santiago de Compostela 19 de julio de 1857, fue un filólogo gallego, autor del primer Diccionario gallego-castellano moderno (1863)

## Biografía
Era sobrino del matemático y astrónomo José Rodríguez González y cursó estudios eclesiásticos. Ya ordenado sacerdote, convivió en Santiago de Compostela con su citado tío, que influyó en su talante liberal y su empeño en dignificar la lengua gallega. Fue miembro destacado y bibliotecario de la Real Sociedad Económica de Amigos del País de Santiago de Compostela, y regentó por un tiempo la biblioteca de la Universidad.
Se dedicó a compilar un Diccionario gallego-castellano (1863) siguiendo de cerca a los padres benedictinos de la Ilustración Martín Sarmiento y Juan Sobreira y publicó varios números en la revista Galicia. Revista Universal de este Reino en La Coruña por los hermanos De la Iglesia González. Cuando Francisco murió, Antonio de la Iglesia González recopiló sus notas y las publicó en 1863.
Este primer diccionario gallego consta de 3.834 entradas, pero solo 2.184 son de autoría de Francisco Javier Rodríguez; sirvió de fundamento de los publicados después por Juan Cuveiro Piñol y Marcial Valladares Núñez.